# Digitaria henrardii
Digitaria henrardii är en gräsart som beskrevs av Jan Frederik Veldkamp. Digitaria henrardii ingår i släktet fingerhirser, och familjen gräs. Inga underarter finns listade i Catalogue of Life.